# Amphisphaeria fallax
Amphisphaeria fallax är en svampart som beskrevs av De Not. 1863. Amphisphaeria fallax ingår i släktet Amphisphaeria och familjen Amphisphaeriaceae.   Inga underarter finns listade i Catalogue of Life.